# Тейшейра, Диогу
Диогу Эмунэл Пинту Тейшейра (порт. Diogo Emanuel Pinto Teixeira; родился 20 января 1999 года в Марку-ди-Канавезиш, Португалия) — португальский футболист, полузащитник софийского «Локомотива».

## Клубная карьера
Тейшейра начал карьеру в молодёжных составах команд «Порту» и «Эрмесинде». В 2015 году Диогу подписал контракт с «Риу Аве».

## Международная карьера
В 2018 году в юношеской сборной Португалии Тейшейра стал победителем юношеского чемпионата Европы в Финляндии. На турнире он сыграл в матче против команды Украины.

## Достижения
Международные
 Португалия (до 19)
- Юношеский чемпионат Европы — 2018